# Камиллери, Винченцо
Винче́нцо Камилле́ри (итал. Vincenzo Camilleri; родился 6 марта 1992 года) — итальянский футболист, защитник. Игрок клуба «Терамо». Экс-игрок молодёжных сборных Италии.

## Карьера
Винченцо родился в Джеле, Сицилия. Камиллери начал свою карьеру в молодёжной команде «Реджаны» и дебютировал в первой команде 19 декабря 2007 года в качестве замены, в домашней игре Кубка Италии 2007/08 против миланского «Интера», которая закончилась со счетом 4:1 и поражением для команды Камиллери. Позже в феврале 2008 года он стал предметом интереса со стороны английского клуба «Челси». В марте 2008 года, после своего 16-летия, он покинул «Реджану», чтобы переехать в Англию и вступить в академию клуба «Челси». Тем не менее, он получил двухмесячный запрет от итальянской федерации из-за нарушения правил трансферов, вызванных родителями Камиллери, которые не спросили разрешения у «Реджаны» до начала переговоров с лондонскими «аристократами». Запрет распространялся только на итальянские домашние игры. Итальянская федерация также согласилась на неопределенное время приостановить участие Камиллери на международном молодёжном уровне в сборной Италии, а точнее, в сборной до 16-ти лет, за которую Винченцо играл во время своего переезда в «Челси». Однако, мальчик в конечном счете не смог обосноваться в Англии и вернулся в «Реджану» в январе 2009 года.